# رام ترزة
رام ترزة قرية تتبع ناحية الطواحين في شرق منطقة بانياس التابعة لمحافظة طرطوس.